# Steven Erikson
Steven Erikson (født Steve Rune Lundin 7. oktober 1959) er pseudnoymet for en canadisk romanforfatter. Han er uddannet som både arkæolog og antropolog.
Han er bedst kendt for sin bogserie Malazan Book of the Fallen, som begyndte med udgivelsen af Gardens of the Moon (1999) og blev afsluttet med udgivelsen af The Crippled God (2011). I 2012 var der solgt over 1 million eksemplarer af serien over hele verden,  og over 3 millioner eksemplarer inden 2018. SF Site har kaldt serien "det mest betydningsfulde værk af episk fantasy siden Donaldsons krøniker om Thomas Covenant,"  og Fantasy Book Review beskrev det som "den bedste fantasy-serie i nyere tid."  Udover at skrive, maler Steven også med oliemaling.

## Liv og karriere
Steven Erikson blev født i Toronto, Ontario, og voksede op i Winnipeg. Han boede efterfølgende i Storbritannien med sin kone og søn, men er siden vendt tilbage til Canada. Han er uddannet som både arkæolog og antropolog og er, det som i Danmark ville svare til kandidat fra Iowa Writers' Workshop. Til sin afhandling på Iowa Writers' Workshop skrev han en "historiecyklus" med noveller, med titlen A Ruin of Feathers som omhandlede en arkæolog i Mellemamerika. Derefter modtog han et tilskud til at afslutte værket, der blev udgivet af TSAR, et lille canadisk forlag. For sit næste nærk vandt han Anvil Press' Internationale 3-dages romankonkurrence, som han fraskrev sig rettighederne til, en fejl, som han tilskriver manglende erfaring. Eriksons tredje bog blev også udgivet af TSAR og bestod af en novellesamling som havde titlen Revolvo and other canadian tales. Senere, da han flyttede til England, solgte han det, han omtaler som sin første rigtige roman til det britiske forlag Hodder and Stoughton. Romanen hed This River Awakens og var skrevet mens han stadig boede i Winnipeg.

## Malazan Book of the Fallen
Steven Erikson og Ian C. Esslemont som skrev i samme univers som Erikson havde oprindeligt tænkt Malazan-verdenen som et såkaldt "bordrollespil." Dog førte deres utilfredshed med mangel på kvalitetsorienterede fantasyfilm på det tidspunkt dem til at omskrive deres verden til et filmmanuskript. Manuskriptet med titlen "Gardens of the Moon" blev anset for, for risikabelt og kunne
derfor ikke sælges. Da ingen gad købe manuskriptet omskrev Erikson det til en fantasyroman som han afsluttede omkring år 1991-92.
Efter næsten 10 års afvisning fik Erikson endelig romanen solgt til forlaget Transworld, et datterselskab af Penguin Random House. Forlaget var tilfreds med arbejdet og anmodede om yderligere bøger i serien. Ved hjælp af Malazan-verdens historie blev der planlagt ni yderligere romaner. Efter offentliggørelsen af Gardens of the Moon spredte anmeldelser sig via internettet, og Orion Publishing Group forsøgte at lokke Erikson væk fra Transworld. Imidlertid bibeholdt Transworld en mulighed for yderligere romaner i serien og tilbød £ 675.000 for de resterende ni bøger i serien. Selvom der er mange plotlines vævet gennem hele serien, fokuserer hovedhistorien på en periode, hvor Malazan-imperiet står over for modstand mod deres erobring af verden. Serien blev afsluttet med udgivelsen af The Crippled God, den tiende roman i serien, i 2011.
Eriksons baggrund som arkæolog og antropolog formede også, hvordan han skabte historien. Hans tilgang var at bruge så mange perspektiver og synspunkter som muligt med hensyn til fortolkning af historie. Han hentede også inspiration fra Homers digt Illiad, hvor guder konstant blandede sig i jordiske anliggender og tilføjede det twist, at det ikke altid fungerer som planlagt for guden.
I 2018 er der solgt over 3 millioner eksemplarer af de forskellige bøger fra serien.

### Interviews
- https://flexiblehead.blog/2013/02/21/steven-erikson/
- https://nekoplz.com/steven-erikson-interview/
- http://fantasybookcritic.blogspot.com/2008/06/interview-with-steven-erikson.html
- http://nethspace.blogspot.com/2008/03/steven-erikson-answers-questions-five.html
- http://fantasyhotlist.blogspot.com/2007/08/new-steven-erikson-interview.html
- https://www.sffworld.com/2006/01/scifiint_165/?
- http://ofblog.blogspot.com/2009/02/wotmania-files-interview-with-steven.html
- https://www.sfsite.com/06a/se82.htm
- http://clarkesworldmagazine.com/erikson_interview/